# Amplinus melanostigma
Amplinus melanostigma är en mångfotingart som först beskrevs av Filippo Silvestri 1898.  Amplinus melanostigma ingår i släktet Amplinus och familjen Aphelidesmidae. Inga underarter finns listade i Catalogue of Life.